# Berlandiera monocephala
Berlandiera monocephala là một loài thực vật có hoa trong họ Cúc. Loài này được (B.L.Turner) Pinkava mô tả khoa học đầu tiên năm 2003.